# Gesetz zur Rehabilitierung der wegen einvernehmlicher homosexueller Handlungen, wegen ihrer homosexuellen Orientierung oder wegen ihrer geschlechtlichen Identität dienstrechtlich benachteiligten Soldatinnen und Soldaten
Das Gesetz zur Rehabilitierung der wegen einvernehmlicher homosexueller Handlungen, wegen ihrer homosexuellen Orientierung oder wegen ihrer geschlechtlichen Identität dienstrechtlich benachteiligten Soldatinnen und Soldaten (SoldRehaHomG) ist ein deutsches Bundesgesetz. Es regelt Voraussetzungen, Verfahren und Entschädigung von dienstrechtlich benachteiligten Soldaten und Reservisten der Bundeswehr und der Nationalen Volksarmee (NVA) aufgrund von Homosexualität oder Geschlechtsidentität.
Eine strafrechtliche Rehabilitierung wegen einvernehmlicher homosexueller Handlungen verurteilter Personen ist bereits durch das Gesetz zur strafrechtlichen Rehabilitierung der nach dem 8. Mai 1945 wegen einvernehmlicher homosexueller Handlungen verurteilten Personen (StrRehaHomG) seit 2017 möglich.

## Inhalt
Mit Erlass des Bundesministeriums der Verteidigung vom 13. März 1984 (P II 1 – 16-02-05/02) waren die Benachteiligungen, die bis hin zu Entlassungen führen konnten, im Einzelnen festgelegt worden. Beispielsweise war „in Fällen, in denen ein Soldat auf Zeit wegen homosexueller Handlungen disziplinar gemaßregelt oder gem. § 175 StGB strafrechtlich verurteilt worden ist, seine Entlassung während der ersten vier Dienstjahre zu veranlassen, wenn das Verbleiben im Dienstverhältnis die militärische Ordnung oder das Ansehen der Bundeswehr ernstlich gefährden würde (§ 55 Abs. 5 SG).“ Entsprechendes galt in der NVA.
Auf Antrag werden wehrdienstgerichtliche Verurteilungen aufgehoben, die als Dienstpflichtverletzung einvernehmliche homosexuelle Handlungen zum Gegenstand hatten, die aber seit Aufhebung des Erlasses von 1984 am 3. Juli 2000 kein Dienstvergehen mehr darstellen. Dies gilt gem. § 1 Abs. 2 SoldRehaHomG vor allem für vor dem 3. Juli 2000 erfolgte Entlassungen und unterbliebene Beförderungen. Zudem kann das Bundesministerium der Verteidigung eine nicht unerhebliche Benachteiligung auf Antrag feststellen. Für aufgehobene Urteile beträgt die pauschalierte Entschädigung jeweils 3000 Euro, für festgestellte Benachteiligungen einmalig 3000 Euro. Die Antragsfrist endet am 22. Juli 2026. Für Streitigkeiten nach diesem Gesetz ist der Verwaltungsrechtsweg gegeben.
Mit der Anerkennung des durch die Diskriminierungen hervorgerufenen Leids solle laut der Gesetzesbegründung „ein Zeichen gesellschaftlicher Solidarität gesetzt“ werden.
Weitergehende Ansprüche, etwa auf benachteiligungsbedingt entgangenen Besoldung, bestehen nicht (§ 1 Abs. 4 SoldRehaHomG).

## Gesetzgebungsverfahren
Der in den Deutschen Bundestag eingebrachte Gesetzentwurf der Bundesregierung datiert auf den 19. Februar 2021. Den Bundesrat passierte der Gesetzentwurf in seiner 1000. Sitzung am 12. Februar 2021 ohne Einwendungen. Die erste Lesung im Bundestag fand am 5. März 2021 statt. Dort wurde der Gesetzentwurf zur Beratung federführend an den Verteidigungsausschuss überwiesen. In seiner Sitzung wurde als Sachverständige unter anderem Anastasia Biefang gehört. Am 19. Mai 2021 votierte der Ausschuss in seiner Beschlussempfehlung und seinem Bericht für eine unveränderte Annahme des Gesetzesentwurfes. Die Ausschüsse für Inneres und Heimat, für Recht und Verbraucherschutz, für Familie, Senioren, Frauen und Jugend sowie für Menschenrechte und humanitäre Hilfe waren beteiligt. Der Gesetzentwurf wurde am 20. Mai 2021 in zweiter und dritter Lesung im Plenum des Bundestages behandelt und beschlossen. Der Bundesrat stimmte dem Gesetz am 25. Juni 2021 zu. Das Gesetz war zustimmungsbedürftig nach Artikel 105 Absatz 3 Grundgesetz.
Somit konnte das Gesetz am 16. Juli 2021 vom Bundespräsidenten ausgefertigt und am 22. Juli 2021 im Bundesgesetzblatt verkündet werden. Es trat am Folgetag in Kraft. Gemäß § 5 tritt es am 31. Dezember 2040 außer Kraft.